# Elvīra Ozoliņa
Elvīra Anatoljevna Ozoliņa (russisk: Эльвира Анатольевна Озолина; 8. oktober 1939 i Leningrad) er en lettisk/sovjetisk tidligere spydkaster, der opnåede flere internationale topresultater.

## Atletikkarriere
Ozoliņa stillede op for Burevestnik Frivilliges Sportsforening i Leningrad. Hun viste sig første gang i toppen af den internationale elite, da hun vandt guld ved Universiaden i 1959 i Torino, og da hun i foråret 1960 satte verdensrekord to gange (henholdsvis 57,92 m og 59,55 m) var hun en af favoritterne ved OL 1960 i Rom. I indledende runde kastede hun 53,25 m, hvilket var bedst af alle, og i finalen kastede hun 55,98 m i første forsøg, hvilket var nok til guld, mens tjekkoslovakken Dana Zátopková med 53,58 m fik sølv og litaueren Birutė Kalėdienė (der også stillede op for Sovjetunionen) fik bronze med 53,45 m.
Ozoliņa blev ligeledes europamester i 1962 og vandt sølv ved olympiaden i 1963; samme år satte hun på ny verdensrekord med 59,78 m. I 1964 var hun den første kvinde, der kastede over 60 m, da hun nåede ud på 61,38 m ved de sovjetiske mesterskaber; dette resultat blev dog ikke godkendt af IAAF som verdensrekord. Hun var stadig storfavorit ved OL 1964 i Tokyo, men her blev hun blot nummer fem. Hun var så skuffet over dette, at hun bad en japansk frisør om at barbere hende skaldet.
Ud over de nævnte resultater vandt hun fem sovjetiske mesterskaber i spydkast: 1961, 1962, 1964, 1966 og 1973. Ved EM 1966 blev hun nummer fem og i 1971 nummer tolv. Hun blev tildelt Arbejdets Røde Banner Orden, efter at hun vandt OL-guld i 1960.

## Familie
Hun var gift med Jānis Lūsis, som blev olympisk mester ved OL 1968 i mændenes spydkast. Deres søn Voldemārs Lūsis er også spydkaster og har deltaget ved OL i 2000 og 2004.